# Marathyssa inficita
Marathyssa inficita là một loài bướm đêm trong họ Noctuidae.